# Webapplikation
Webapplikation, webapp, web-app eller web app, er en applikation der er på en webserver og kan tilgås via en internetbrowser. Webapplikationer udvikles ofte med HTML5, CSS, JavaScript og et på server-siden dynamisk sprog som C#, Visual Basic, PHP, Python, Perl eller Ruby. Det er dog ikke forudsat at der anvendes hverken denne kombination eller konstellation af sprog.

## Platforme

### PC'er og bærbare
I Microsoft Windows 8 er det blevet muligt at afvikle web-applikationer direkte i brugergrænsefladen.

### Smartphones og tablets
I Mozillas annoncerede mobile operativ system Boot2Gecko, findes der kun web-applikationer, og altså derfor ingen native apps som det kendes fra Apple iOS eller Google Android. Boot2Gecko er baseret på Android, men har fået mange de velkendte funktioner fjernet og i stedet er implementeret et API, der åbner for at web-applikationer kan udnytte telefonens hardware – altså f.eks. foretage opkald, sende/modtage SMS eller benytte GPS'en.

## Udvikling
Ved udvikling af en web-applikation skelner man mellem klienten og serveren, da der knytter sig vidt forskellige tilgange og værktøjer. Klienten er brugerens browser, mens serveren er den eller de computere hvorpå applikationen afvikles. Såfremt der er tilknyttet en database vil denne være lokaliseret på serveren.
På klienten anvendes mark-up sprogene HTML og CSS til at skabe layout og design. JavaScript bruges til den dynamiske funktionalitet på klienten, såfremt dette måtte være nødvendigt. I moderne browsere er det hensigten, at fortolkningen, af disse tre sprog er identisk. I praksis er det dog ikke altid tilfældet.
Serveren er i stand til at modtage forespørgsler og data fra brugeren. Når en bruger udfylder en formular og trykker "OK" sender browseren disse data til serveren, og det er herefter op til et server-side sprog at behandle disse data. Til dette formål kan eksempelvis bruges Microsofts .Net-framework, PHP, Perl, Python eller Ruby. Række af tilgængelige programmeringssprog og løsninger slutter dog ikke her. Disse sprog kan læse, manipulere, gemme og slette disse informationer, og på den måde skabe værktøjer, der dækker brugerens behov.